# Beeskow
Beeskow (in basso sorabo Bezkow) è una città di 8 272 abitanti del Brandeburgo, in Germania.

È il capoluogo, ma non il centro maggiore, del circondario dell'Oder-Sprea.

## Società

### Evoluzione demografica
- Sviluppo della popolazione dal 1875 entro gli attuali confini (Linea Blu: Popolazione; Linea puntata: Confronto dello sviluppo della popolazione dello stato del Brandenburgo; Sfondo grigio: Ai tempi del governo nazista; Sfondo rosso: Al tempo del governo comunista)
- Sviluppo recente della popolazione (Linea blu) e previsioni

| Anno | Abitanti |
| ---- | -------- |
| 1875 | 6 668    |
| 1890 | 6 585    |
| 1910 | 6 408    |
| 1925 | 6 744    |
| 1933 | 7 403    |
| 1939 | 7 128    |
| 1946 | 9 509    |
| 1950 | 9 191    |
| 1964 | 8 667    |
| 1971 | 8 774    |
| 1981 | 9 617    |

| Anno | Abitanti |
| ---- | -------- |
| 1985 | 9 749    |
| 1989 | 9 854    |
| 1990 | 9 712    |
| 1991 | 9 595    |
| 1992 | 9 585    |
| 1993 | 9 415    |
| 1994 | 9 329    |
| 1995 | 9 403    |
| 1996 | 9 549    |
| 1997 | 9 398    |

| Anno | Abitanti |
| ---- | -------- |
| 1998 | 9 294    |
| 1999 | 9 100    |
| 2000 | 8 946    |
| 2001 | 8 865    |
| 2002 | 8 756    |
| 2003 | 8 612    |
| 2004 | 8 594    |
| 2005 | 8 432    |
| 2006 | 8 365    |
| 2007 | 8 314    |

| Anno | Abitanti |
| ---- | -------- |
| 2008 | 8 235    |
| 2009 | 8 206    |
| 2010 | 8 120    |
| 2011 | 8 030    |
| 2012 | 7 996    |
| 2013 | 7 981    |
| 2014 | 7 964    |
| 2015 | 8 122    |
| 2016 | 8 099    |
| 2017 | 8 080    |

| Anno | Abitanti |
| ---- | -------- |
| 2018 | 8 042    |
| 2019 | 8 040    |
| 2020 | 8 070    |

Fonti dei dati sono nel dettaglio nelle Wikimedia Commons..

## Geografia antropica

### Suddivisioni amministrative
Beeskow si divide in 8 zone, corrispondenti all'area urbana e a 7 frazioni (Ortsteil):
- Beeskow (area urbana)
- Bornow
- Kohlsdorf
- Krügersdorf
- Neuendorf
- Oegeln
- Radinkendorf
- Schneeberg

## Amministrazione

### Gemellaggi
Beeskow è gemellata con:
- Kamen
- Sulęcin
- Unkel
- Ushuaia